# الخرابة (أسلم)

تعديل مصدري - تعديل

الخرابة هي إحدى قرى عزلة أسلم الشام بمديرية أسلم التابعة لمحافظة حجة، بلغ تعداد سكانها 312 نسمة حسب تعداد اليمن لعام 2004.